# Ferenc Hirzer
Ferenc Hirzer (węg. Ferenc Híres, ur. 21 listopada 1902 w Budapeszcie, zm. 28 kwietnia 1957 w Trydencie) – węgierski piłkarz występujący na pozycji napastnika, reprezentant Węgier w latach 1922–1932, trener piłkarski.

## Kariera klubowa
W trakcie kariery piłkarskiej występował kolejno w klubach: Törekvés SE, Makkabi Brno, SC Union 03 Altona, Juventus FC, MTK Hungária, Young Fellows FC, US Servannaise et Malouine oraz III. Kerület FC. Jako zawodnik Juventusu wywalczył mistrzostwo Włoch w sezonie 1925/26 zdobywając również z 35 bramkami tytuł króla strzelców. W barwach MTK Hungária zdobył mistrzostwo (1928/29) oraz Puchar Węgier (1931/32).

## Kariera reprezentacyjna
15 czerwca 1922 zadebiutował w reprezentacji Węgier w zremisowanym 1:1 meczu ze Szwajcarią. Miesiąc później w spotkaniu ze Szwecją (1:1) zdobył pierwszą bramkę w drużynie narodowej. W 1924 roku reprezentował Węgry na igrzyskach w Paryżu. Ogółem w latach 1922–1932 rozegrał w reprezentacji 32 mecze w których zdobył 14 goli.

## Kariera trenerska
W latach 1935–1957 pracował jako trener piłkarski we Włoszech. Łącznie prowadził w swojej karierze 14 klubów.

## Sukcesy

### Zespołowe
Juventus FC
- mistrzostwo Włoch: 1925/26

MTK Hungária
- mistrzostwo Węgier: 1928/29
- Puchar Węgier: 1931/32

### Indywidualne
- król strzelców Prima Divisione: 1925/26 (35 goli)